# Templeton (Iowa)
Templeton es una ciudad ubicada en el condado de Carroll en el estado estadounidense de Iowa. En el Censo de 2010 tenía una población de 362 habitantes y una densidad poblacional de 327,33 personas por km².

## Geografía
Templeton se encuentra ubicada en las coordenadas 41°55′5″N 94°56′30″O / 41.91806, -94.94167. Según la Oficina del Censo de los Estados Unidos, Templeton tiene una superficie total de 1.11 km², de la cual 1.11 km² corresponden a tierra firme y (0%) 0 km² es agua.

## Demografía
Según el censo de 2010, había 362 personas residiendo en Templeton. La densidad de población era de 327,33 hab./km². De los 362 habitantes, Templeton estaba compuesto por el 98.62% blancos, el 1.1% eran afroamericanos, el 0% eran amerindios, el 0.28% eran asiáticos, el 0% eran isleños del Pacífico, el 0% eran de otras razas y el 0% pertenecían a dos o más razas. Del total de la población el 0.28% eran hispanos o latinos de cualquier raza.